# لوئیستون (مینه‌سوتا)
لوئیستون (به انگلیسی: Lewiston) یک شهر در ایالات متحده آمریکا است که در شهرستان وینونا، مینه‌سوتا واقع شده‌است.

## خصوصیات
لویستن ۲٫۹۸ کیلومترمربع مساحت و ۱٬۶۲۰ نفر جمعیت دارد و ۳۷۰ متر بالاتر از سطح دریا واقع شده‌است.